# Villa Jacquemont
La villa Jacquemont est une voie du 17e arrondissement de Paris, en France.

## Situation et accès
La villa Jacquemont est une voie publique située dans le 17e arrondissement de Paris. Elle débute au 12, rue Jacquemont et se termine en impasse.

## Origine du nom

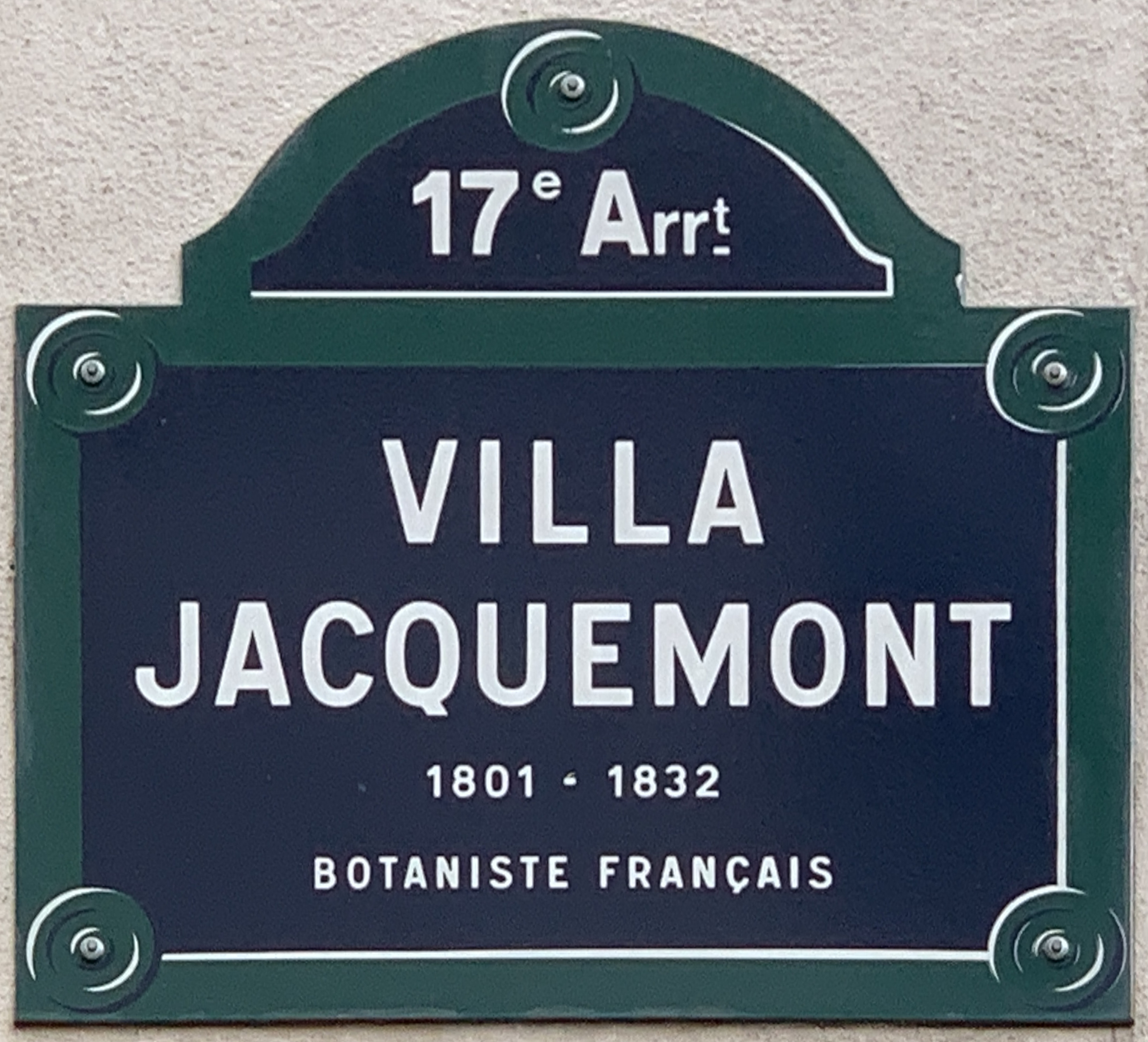
Plaque de la voie.

Elle porte le nom du botaniste et voyageur français Venceslas Victor Jacquemont (1801-1832), en raison de sa proximité avec la rue éponyme.

## Historique
Ouverte sous le nom d'« impasse de Chartres » en raison de son voisinage avec l'ancienne rue de Chartres, devenue rue Jacquemont, elle prend à partir de 1869 les noms d'« impasse Jacquemont » puis de « cité Jacquemont », avant de prendre sa dénomination actuelle.